# V-Varen Nagasaki
El V-Varen Nagasaki és un club de futbol japonès de la ciutat de Nagasaki.

## Història
El V-Varen Nagasaki va néixer el 2005 per convertir-se en el principal equip professional de futbol de la prefectura de Nagasaki, a partir de la fusió de dos clubs locals: l'Ariake FC (fundat el 1985) i el Kunimi FC. El nom del club fa referència als orígens de Nagasaki com a ciutat portuària: la lletra "V" representa tant la paraula "Vitoria" (victòria, en portuguès) com "Vrede" (pau, en neerlandès), mentre que "Varen" vol dir "navegar" en neerlandès. En ambdós casos, es recull també l'origen dels primers estrangers de la localitat.
Aquell mateix any va ingressar a la lliga regional de l'illa de Kyushu i el 2006 es va proclamar campió. Durant tres anys va lluitar per l'ascens a la Japan Football League (JFL), fins que ho va aconseguir el 2008 en acabar segon en la promoció.
L'equip es va inscriure com a "membre associat de la J. League" el 2009 i després d'un onzè lloc en el seu primer any, va quedar en cinquena posició en els dos següents, a les portes de l'ascens a la segona divisió. Finalment, va aconseguir pujar el 2012 com a campió de la JFL. El 2013 es va estrenar a la J. League Division 2 amb Takuya Takagi, exfutbolista i natural de Nagasaki, com a entrenador.
En la temporada 2017 el V-Varen aconseguir l'ascens a J. League, la màxima categoria.

## Palmarès
- Japan Football League:
  - 2012